# Kényszermunka
A kényszermunka az ingyenmunka olyan, tiltott fajtája, amelyet háborúban vagy azt követően erőszakos, túlerővel rendelkező katonai vagy polgári hatalmak azért vezetnek be, mert gazdasági kényszerhelyzetben vannak, amelynek megoldása egybeesik az ellenségesnek tekintett népcsoportok vagy személyek megbüntetésével, – olykor – megsemmisítésével.

## A magyar büntetőjogban
A hatályos Büntető Törvénykönyv (2012. évi C. törvény) szerint a kényszermunka egy különös részi tényállás, azaz egy önálló bűncselekmény. Nem tévesztendő össze a mellékbüntetéssel.

„193. § (1) Aki mást annak kiszolgáltatott helyzetét kihasználva, illetve erőszakkal vagy fenyegetéssel munkavégzésre kényszerít, bűntett miatt egy évtől öt évig terjedő szabadságvesztéssel büntetendő.
(2) A büntetés két évtől nyolc évig terjedő szabadságvesztés, ha a kényszermunkát
a) a sértett sanyargatásával,
b) jelentős érdeksérelmet okozva vagy
c) tizennyolcadik életévét be nem töltött személy sérelmére
követik el.”

## A nemzetközi jogalkotásban
A Nemzetközi Munkaügyi Konferencia 1930. évi 14. ülésszakán elfogadott 29. számú Egyezmény kimondta a kényszermunka tilalmát. (Magyarországon kihirdette a 2000. évi XLVIII. törvény).

## Történelmi példák
A Harmadik Birodalom koncentrációs táboraihoz hasonlóak volta az ún. Zwangsarbeiterlager-ek (kényszermunkatáborok).
Közelmúltbeli példák a gyermekmunka, a fogolyként végzett munka (például a málenkij robot), valamint az újkori rabszolgamunka (forced labor), amely még az Amerikai Egyesült Államokban is fellelhető, és nem kötődik az állami hatalomhoz.[forrás?]